# Ivan Dejanov
Ivan Dejanov (bulharskou cyrilicí Иван Деянов) (16. prosince 1937 Sofie – 26. září 2018 Sofie) byl bulharský fotbalový brankář. 

## Fotbalová kariéra
Začínal v týmu Miňor Dimitrovgrad.
V bulharské lize hrál za Lokomotiv Sofia, se kterým v roce 1964 vyhrál bulharskou ligu. V Poháru mistrů evropských zemí nastoupil ve 3 utkáních. Za bulharskou reprezentaci nastoupil v letech 1964–1966 v 10 utkáních. Byl členem bulharské reprezentace na Mistrovství světa ve fotbale 1966, ale v utkání nenastoupil.

## Ligová bilance
| Ročník                                | Zápasy | Góly | Klub               |
| ------------------------------------- | ------ | ---- | ------------------ |
| 2. bulharská fotbalová liga 1960/1961 | -      | -    | Miňor Dimitrovgrad |
| 2. bulharská fotbalová liga 1961/1962 | -      | -    | Miňor Dimitrovgrad |
| 2. bulharská fotbalová liga 1962/1963 | -      | -    | Miňor Dimitrovgrad |
| 1. bulharská fotbalová liga 1963/1964 | -      | -    | Lokomotiv Sofia    |
| 1. bulharská fotbalová liga 1964/1965 | -      | -    | Lokomotiv Sofia    |
| 1. bulharská fotbalová liga 1965/1966 | -      | -    | Lokomotiv Sofia    |
| 1. bulharská fotbalová liga 1966/1967 | -      | -    | Lokomotiv Sofia    |
| 1. bulharská fotbalová liga 1967/1968 | -      | -    | Lokomotiv Sofia    |
| 1. bulharská fotbalová liga 1968/1969 | -      | -    | Lokomotiv Sofia    |
| CELKEM 1. bulharská fotbalová liga    | -      | -    |                    |